# Акутин, Модест Сергеевич
Моде́ст Серге́евич Аку́тин (1913—1993) — советский инженер, химик-органик.

## Биография
Родился в 1913 году в Москве в семье служащего.
Окончил школу № 110 с химическим уклоном (1930) и с отличием МХТИ имени Д.И. Менделеева (1937).
В 1937—1949 годах работал на Кусковском химическом заводе в должностях от сменного мастера до главного инженера (в 1941—1943 в эвакуации в Новосибирске).
В 1949—1961 годах директор НИИ пластмасс.
С 1960 года профессор, в 1960—1990 зав. кафедрой технологии переработки и применения полимеров МХТИ.
Среди его учеников профессора Ю. М. Будницкий (декан факультета с 1988 года) и В.С. Осипчик (заведующий кафедрой с 1996 года).
Умер в 1993 году.
Жена Софья Израилевна Дженчельская 1912—1967.
Сын Юрий Акутин.

## Сочинения
- Применение эпоксидных смол в машиностроении [Текст] : (Конспект) / М. С. Акутин. Москва : [б. и.], 1957
- Теоретические основы переработки пластмасс [Текст] / М. С. Акутин, Н. В. Афанасьев ; М-во высш. и сред. спец. образования СССР. Моск. хим.-технол. ин-т им. Д. И. Менделеева. Ч. 1. 1973
- Теоретические основы переработки пластмасс [Текст] / М. С. Акутин, Н. В. Афанасьев ; М-во высш. и сред. спец. образования СССР. Моск. хим.-технол. ин-т им. Д. И. Менделеева. Ч. 2. 1973
- Теоретические основы переработки пластмасс [Текст] / М. С. Акутин, Н. В. Афанасьев ; М-во высш. и сред. спец. образования СССР. Моск. хим.-технол. ин-т им. Д. И. Менделеева. [Ч. 3] 1977

## Награды и премии
- Сталинская премия второй степени (1948) — за разработку и внедрение в производство новых химических продуктов
- премия Совета Министров СССР (1986).
- орден Трудового Красного Знамени (1949)
- орден «Знак Почёта» (1959)
- медали
- Почётный химик СССР